# Bunta Magda
Bunta Magda (Nagyvárad, 1931. szeptember 21. – Kolozsvár, 1995. november 3.) magyar történész és muzeológus. Bunta Péter felesége.

## Életútja
Középiskolát szülővárosában végzett, a Bolyai Tudományegyetemen történelem szakos tanári képesítést szerzett (1955). Az Erdélyi Történeti Múzeum osztályvezetője Kolozsvárt. Az erdélyi habánokról (1970), a 16–17. századi kolozsvári ötvösökről és ötvösművészekről (1976, 1977), a Kolozsvárt őrzött habán krónikáról (1978) és az erdélyi habán kézművesek gazdasági szerepéről (1979) írt tanulmánya az Acta Musei Napocensis köteteiben, egy küküllővári leletről írt beszámolója az Ars Hungarica (Budapest, 1977/2) hasábjain jelent meg. Munkája: Batiz: monografia manufacturii de faianță fină, Gyulai Pállal román nyelven (Bibliotheca Musei Napocensis II., Kolozsvár, 1971).

## Köteteimagyar nyelven
- Az erdélyi habán kerámia / Bunta Magda. Bukarest : Kriterion, 1973. (Ser. Művészeti kismonográfiák)
- Az erdélyi üvegművesség a századfordulóig / Bunta Magda, Katona Imre. Bukarest : Kriterion, 1983.
- Kolozsvári ötvösök a XVI-XVIII. században / Bunta Magdolna. Budapest : Magyar Nemzeti Múzeum, 2001. ISBN 963-9046-65-5